# Bertrand-Raimbaud d'Orange
 (septembre 2012).
- Si vous ne connaissez pas le sujet, laissez ce bandeau (vous pouvez alors contacter les auteurs).
- Si vous supprimez le contenu mis en cause (vous pouvez préalablement contacter les auteurs),

argumentez précisément cette suppression dans la page de discussion
(un manque de référence n'est pas un argument ; une recherche réelle de référence doit avoir été effectuée, être formellement documentée).
 (septembre 2012).
Pour les articles homonymes, voir Raimbaud.
Bertrand-Raimbaud ou Bertrand d’Orange, mort après 1078, est tige des princes d'Orange.

## Biographie

### Seigneur de Nice, Orange, Courthézon...
Rambaud de Nice épouse une première femme nommée Accelena, certainement d'Apt. C'est avec elle que nous le voyons, déjà, le 21 mars 1046, dater de Courthézon une donation au monastère de Saint-Pons de Nice. Son nom, suivi dans plusieurs autres chartes du surnom de Nice, l'est ici du mot Autdeperus que les savants éditeurs du Cartulaire de Saint-Pons soupçonnent pouvoir être une mauvaise transcription du mot.
Après Accelena, la seconde femme de son père est Belieldis, dite de Marseille, et la troisième, Azalaïs de Reillanne. Il faut que Rambaud de Nice soit attiré dans le diocèse d'Orange dès son mariage avec Accelena d'Apt, puisque c'est avec elle que nous le voyons à Courthézon, tandis qu'aucune des pièces antérieures, assez nombreuses, relatives à la famille de Laugier de Nice et d'Odile de Nice, ne nous les montre en possession de domaines aussi septentrionaux. Or, celui de ses nombreux enfants qui hérite de la totalité des domaines acquis par lui dans le diocèse d'Orange et aux environs, est Bertrand-Rambaud d'Orange, le seul connu de ses fils qui soit né de son troisième mariage avec Azalaïs de Reillanne. Il faut donc qu'Accelena et Azalaïs soient toutes deux appartenu à des familles puissantes dans Le comté d'Orange, et vraisemblablement c'est Adélaïde qui doit être des deux la plus grande héritière, car Bertrand-Rambaud a incontestablement plus riche apanage que ses frères, ayant recueilli une part d'enfant dans la succession paternelle, et, seul, une importante succession maternelle. Quant à la possession de Courthézon, un des domaines les plus marquants de la souveraineté d'Orange, il est probable, si cette déduction est juste, qu'il a désintéressé, pour en rester seul possesseur, ses frères embarrassés d'une minime part dans une seigneurie aussi éloignée de Nice et de Vence.
Rambaud de Nice, du fait de ses mariages est possessionné dans le territoire qui correspond au futur Comtat Venaissin et dans le nord de la Provence occidentale. Il vit d’ailleurs avec ses enfants au château de Courthézon et dans la citadelle de Sisteron et très peu à Nice. Mais Rambaud continue à jouir, tant dans la cité qu’au dehors, de droits et possessions importants Les descendants d’Odile de Nice et de Laugier de Nice possèdent dans le sud de l’évêché de Nice plus d’une douzaine de castraet villae.
Bertrand-Rambaud d’Orange, fils de Rambaud et Azalays, hérite d’une grande partie des biens de la famille en Provence occidentale. 

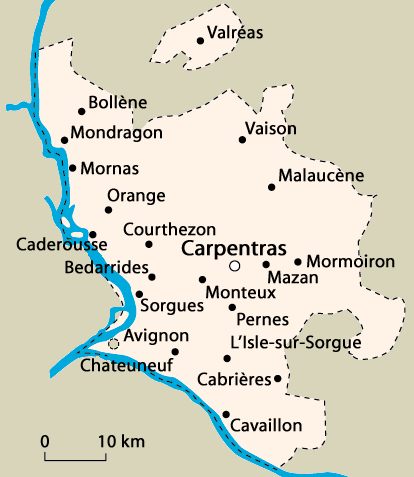
Limites du futur Comtat Venaissin, où il devient propriétaire, du fait d'héritages et de ses deux épouses, de grands biens.

Azalaïs, pas plus qu'Accelena, est héritière du comté d'Orange. Rambaud de Nice et ses diverses femmes n'ont jamais pris le titre de comte et comtesse. Bertrand-Rambaud d’Orange, son fils, n'est également qualifié comte dans aucune des pièces où il figure. Mais ses deux femmes ont le titre de comtesse, et son fils et successeur, Rambaud, le porte constamment. Toutes les apparences indiqueraient dès lors, qu'après avoir été introduit dans le diocèse d'Orange par l'un, ou même par deux de ses mariages, Rambaud a pu faire épouser à son fils Bertrand l'héritière des anciens comtes d'Orange, donc sa cousine, ou une fille dont les domaines sont assez étendus pour couvrir une notable partie du diocèse, et lui permette de se faire donner le titre de comtesse à cette époque où les deux expressions, diocèse et comté, sont souvent encore prises l'une pour l'autre.
Peut-on parler de famille vicomtale, alors qu'au niveau des actes des Nice-Orange ils ne prennent pas ce titre ? En fait, seul Rostan de Gréolières porte le titre de vicecomes. Laugier de Nice, second mari d’Odile de Nice, ou Rambaud de Nice ne portent aucun qualificatif. Cependant, si l’on peut encore donner au mot potestas, appliqué en 1108 au petit-fils de Rambaud, Rambaud II d'Orange le sens de vicomte que ce dernier a en Languedoc à la fin du Xe siècle nous pouvons, sans trop d’inexactitude, parler de famille vicomtale et de vicomtes de Nice constate Alain Venturini, dans Naissance et affirmation du Consulat de Nice. 
Les Orangeois ne supportent qu'avec beaucoup de peine d'être privés d'évêque, et surtout de se voir soumis à celui de Saint-Paul-Trois-Châteaux. L'intérêt, la jalousie, la rivalité entre villes voisines, sont des motifs bien puissants en pareilles circonstances. Ils se donnent beaucoup de mouvements pour obtenir la séparation. Bertrand, comte d'Orange, fils de Rambaud de Nice, les soutienne. Alexandre II en est informé ; il écrit au clergé et au peuple de l'évêché de Saint-Paul-Trois-Châteaux et de la ville d'Orange, et à Bertrand lui-même, menaçant d'excommunication et d'interdit, si l'on tente de rompre l'union des sièges faite par ses prédécesseurs.
Dans la fameuse fête de Beaucaire, où se réunissent une multitude de chevaliers des pays provençaux, d'Aquitaine, d'Aragon et de Catalogne, les Provençaux semblent vouloir rivaliser de faste extravagant avec les despotes asiatiques. Bertrand Rambaud, comte d'Orange, fait labourer tous les environs du château, et y fait semer jusqu'à trente mille sous en deniers. 
Le village Colomars est fondé en 1070 lors de la garantie de biens au monastère de Saint-Pons de Nice par les enfants de Rambaud de Nice et Rostan de Gréolières.

## Famille
Bertrand-Raimbaud se marie en premières noces avec Gilberge (ou Gerberge), fille de Foulques Bertrand de Provence, qui meurt vers 1065, sans enfants.
En secondes noces, il épouse Adélaïde de Canavese, veuve de Guillaume V Bertrand de Provence (qui était le frère Gilberge, mort entre 1063 et 1067). Il est le père de :
- Raimbaud II d'Orange (v.1075-1108)[1]
- Laugier, évêque d'Avignon
- Pierre
- Jausserand